# سيتي سنتر الإسكندرية
سيتي سنتر الإسكندرية (بالإنجليزية: City Centre Alexandria) هو مركز تسوق يقع بمنطقة محرم بك جنوب مدينة الإسكندرية في مصر، على مدخل طريق القاهرة - الإسكندرية الصحراوي، اُفتتح في يناير 2003، تمتلكه وتُديره مجموعة ماجد الفطيم الإماراتية، تبلغ مساحته حوالي 60 ألف م²، ويضم أكثر من 170 متجر.

## مكونات المول
- كارفور ماركت على مساحة 14771 م².[3]
- فوكس سينما.[3]
- ديزاينيا مول
- ساحة مطاعم على مساحة 12 ألف م².[4]
- 170 متجر في مختلف المجالات.
- ساحة انتظار سيارات تتسع لأكثر من 3000 سيارة.[4]
- ماجيك بلانيت.

## وصلات خارجية
- الموقع الرسمي